# Mateo Retegui
Mateo Retegui (sinh ngày 29 tháng 4 năm 1999), hay còn được biết đến qua tên biệt danh il Re tigre (tạm dịch là "Hổ Vương") là một cầu thủ bóng đá chuyên nghiệp hiện đang thi đấu ở vị trí tiền đạo cho câu lạc bộ Al-Qadsiah tại Saudi Pro League và Đội tuyển bóng đá quốc gia Ý. Sinh ra ở Argentina, anh thi đấu trong màu áo đội tuyển bóng đá quốc gia Ý.

## Thời niên thiếu
Retegui sinh ra và lớn lên ở Argentina. Ông ngoại của anh là Angelo Dimarco di cư đến Argentina từ Canicattì, Sicilia. Ông bà cố nội của anh có nguồn gốc từ thành phố Genova, Liguria, Ý, trong khi những người khác có mang dòng máu người Basque.
Anh là con trai của cựu cầu thủ khúc côn cầu trên cỏ người Argentina Carlos Retegui, người đã từng đại diện cho Argentina với tư cách là cầu thủ và huấn luyện viên tại nhiều kỳ Đại hội thể thao Liên châu Mỹ và Thế vận hội. Chị gái của anh, Micaela Retegui, cũng là một vận động viên Thế vận hội Olympic từng giành huy chương bạc trong môn thể thao này.
Từ khi còn nhỏ, anh có biệt danh là El Chapita để vinh danh cha anh, người được biết đến ở quê hương ông là El Chapa, một cái tên mà anh nói rằng cha anh không thực sự thích.

## Sự nghiệp câu lạc bộ

### Boca Juniors
Retegui bắt đầu sự nghiệp chuyên nghiệp của mình với Boca Juniors, đội mà anh đã ký hợp đồng nhiều năm trước đó sau khi rời River Plate. Anh được huấn luyện viên Guillermo Barros Schelotto đôn lên đội một của câu lạc bộ lần đầu tiên trong mùa giải 2017–18 của Giải bóng đá vô địch quốc gia Argentina khi có mặt trong đội hình với tư cách là cầu thủ dự bị không được sử dụng trong các trận đấu gặp Arsenal de Sarandí và Estudiantes vào tháng 12 năm 2017. Retegui chơi trận ra mắt chuyên nghiệp của mình cho Boca Juniors vào ngày 17 tháng 11 năm 2018 khi anh được tung vào sân trong những phút cuối cùng của trận thắng 1–0 trên sân nhà trước Patronato.

#### Cho mượn tại các câu lạc bộ khác nhau
Tháng 1 năm 2019, Retegui được cho mượn tại Estudiantes trong vòng 18 tháng. Anh ra sân tám lần trong mùa giải 2018–19 và ghi năm bàn thắng trong 21 lần ra sân trong mùa giải 2019–20.
Vào tháng 2 năm 2022, Retegui gia nhập Tigre, một câu lạc bộ ở vùng ngoại ô phía bắc của Buenos Aires theo dạng cho mượn cho đến năm 2023. Trong mùa giải 2022, anh đã ghi được 19 bàn trong 27 trận và giúp Tigre cán đích ở vị trí thứ 7 tại giải VĐQG Argentina.

### Genoa
Vào ngày 26 tháng 7 năm 2023, Retegui gia nhập câu lạc bộ vừa mới thăng hạng lên Serie A là Genoa theo hợp đồng có thời hạn 5 năm với mức phí được tiết lộ là 12 triệu euro. Vào ngày 11 tháng 8 năm 2023, anh ghi hai bàn thắng đầu tiên cho câu lạc bộ trong trận đấu với đội bóng Serie B Modena tại Coppa Italia. Trong suốt mùa giải đầu tiên với Genoa, anh đã ra sân 31 lần và ghi tổng cộng 9 bàn cho câu lạc bộ trong mọi đấu trường.

### Atalanta
Retegui chuyển đến câu lạc bộ Atalanta tại Serie A theo một thỏa thuận trị giá 25 triệu euro kèm 3 triệu tiền thưởng vào ngày 8 tháng 8 năm 2024 để thay thế tiền đạo Gianluca Scamacca, đồng đội của anh tại Atalanta và đội tuyển Ý sau khi Scamacca bị chấn thương dây chằng chéo trước.

## Sự nghiệp quốc tế

### Argentina
Retegui đại diện cho Argentina ở cấp độ U-19 và U-20, bao gồm cả cấp độ U-20 tại Đại hội Thể thao Nam Mỹ 2018.

### Ý
Vào tháng 2 năm 2023, Retegui được huấn luyện viên Roberto Mancini lựa chọn trước để gia nhập đội tuyển quốc gia Ý cho các trận đấu đầu tiên của vòng loại UEFA Euro 2024. Anh đủ điều kiện để chơi cho Ý thông qua nguồn gốc gia đình. Retegui được triệu tập chính thức lần đầu tiên vào đội tuyển quốc gia Ý vào ngày 17 tháng 3 năm 2023. Anh ghi bàn đầu tiên ngay tại trận ra mắt cho đội tuyển quốc gia trong trận thua 2–1 trước Anh ở Napoli vào ngày 23 tháng 3 tại vòng loại Euro 2024. Anh ghi bàn một lần nữa trong lần ra sân tiếp theo vào ngày 26 tháng 3 khi ghi bàn thắng quyết định trong chiến thắng 2–0 trước Malta tại vòng loại Euro 2024 tại Sân vận động Quốc gia ở Ta' Qali để trở thành cầu thủ đầu tiên ghi bàn trong hai trận đấu chính thức đầu tiên cho đội tuyển quốc gia Ý kể từ Pierino Prati vào năm 1968.
Vào ngày 21 tháng 3 năm 2024, Retegui ghi hai bàn trong chiến thắng 2–1 trước Venezuela. Anh là cầu thủ Genoa đầu tiên lập một cú đúp cho đội tuyển Ý kể từ Virgilio Levratto tại Thế vận hội Mùa hè 1928. Vào tháng 6 năm 2024, Retegui được huấn luyện viên Luciano Spalletti điền tên vào đội hình của Ý tham dự UEFA Euro 2024. Anh ra sân tại tất cả các trận đấu UEFA Euro 2024 của Ý cho đến khi phải từ giã khỏi giải đấu sau khi nhận thất bại 2–0 trước Thụy Sĩ tại vòng 16 đội.

## Thống kê sự nghiệp

### Câu lạc bộ
Tính đến 25 tháng 5 năm 2025
| Câu lạc bộ          | Mùa giải            | Giải vô địch               | Giải vô địch | Giải vô địch | Cúp quốc gia | Cúp quốc gia | Cúp Liên đoàn | Cúp Liên đoàn | Châu lục | Châu lục | Khác | Khác | Tổng cộng | Tổng cộng |
| Câu lạc bộ          | Mùa giải            | Hạng đấu                   | Trận         | Bàn          | Trận         | Bàn          | Trận          | Bàn           | Trận     | Bàn      | Trận | Bàn  | Trận      | Bàn       |
| ------------------- | ------------------- | -------------------------- | ------------ | ------------ | ------------ | ------------ | ------------- | ------------- | -------- | -------- | ---- | ---- | --------- | --------- |
| Boca Juniors        | 2017–18             | Argentine Primera División | 0            | 0            | 0            | 0            | —             | —             | 0        | 0        | 0    | 0    | 0         | 0         |
| Boca Juniors        | 2018–19             | Argentine Primera División | 1            | 0            | 0            | 0            | —             | —             | 0        | 0        | 0    | 0    | 1         | 0         |
| Boca Juniors        | Tổng cộng           | Tổng cộng                  | 1            | 0            | 0            | 0            | —             | —             | 0        | 0        | 0    | 0    | 1         | 0         |
| Estudiantes (mượn)  | 2018–19             | Argentine Primera División | 3            | 0            | 1            | 0            | —             | —             | —        | —        | 4    | 0    | 8         | 0         |
| Estudiantes (mượn)  | 2019–20             | Argentine Primera División | 18           | 4            | 3            | 1            | —             | —             | —        | —        | —    | —    | 21        | 5         |
| Estudiantes (mượn)  | Tổng cộng           | Tổng cộng                  | 21           | 4            | 4            | 1            | —             | —             | —        | —        |      | 0    | 29        | 5         |
| Talleres (mượn)     | 2020                | —                          | —            | —            | 2            | 0            | 11            | 1             | —        | —        | —    | —    | 13        | 1         |
| Talleres (mượn)     | 2021                | Argentine Primera División | 24           | 4            | 4            | 0            | 14            | 2             | 6        | 0        | —    | —    | 48        | 6         |
| Talleres (mượn)     | Tổng cộng           | Tổng cộng                  | 24           | 4            | 6            | 0            | 25            | 3             | 6        | 0        | —    | —    | 61        | 7         |
| Tigre (mượn)        | 2022                | Argentine Primera División | 27           | 19           | 1            | 0            | 13            | 3             | —        | —        | 1    | 1    | 42        | 23        |
| Tigre (mượn)        | 2023                | Argentine Primera División | 21           | 11           | 1            | 0            | —             | —             | 6        | 1        | —    | —    | 28        | 12        |
| Tigre (mượn)        | Tổng cộng           | Tổng cộng                  | 48           | 30           | 2            | 0            | 13            | 3             | 6        | 1        | 1    | 1    | 70        | 35        |
| Genoa               | 2023–24             | Serie A                    | 29           | 7            | 2            | 2            | —             | —             | —        | —        | —    | —    | 31        | 9         |
| Atalanta            | 2024–25             | Serie A                    | 36           | 25           | 2            | 0            | —             | —             | 10       | 3        | 1    | 0    | 49        | 28        |
| Al-Qadsiah          | 2025–26             | Saudi Pro League           | 0            | 0            | 0            | 0            | —             | —             | —        | —        | —    | —    | 0         | 0         |
| Tổng cộng sự nghiệp | Tổng cộng sự nghiệp | Tổng cộng sự nghiệp        | 159          | 70           | 16           | 3            | 38            | 6             | 22       | 4        | 6    | 1    | 241       | 84        |

1. ↑  Bao gồm Copa Argentina, Coppa Italia, King's Cup
2. ↑  Bao gồm Copa de la Liga Profesional
3. ↑  Số lần ra sân tại Copa de la Superliga
4. 1 2  Số lần ra sân tại Copa Sudamericana
5. ↑  Ra sân tại Trofeo de Campeones
6. ↑  Số lần ra sân tại UEFA Champions League
7. ↑  Ra sân tại UEFA Super Cup

### Quốc tế
Tính đến 9 tháng 6 năm 2025
| Đội tuyển quốc gia | Năm       | Trận | Bàn |
| ------------------ | --------- | ---- | --- |
| Ý                  | 2023      | 4    | 2   |
| Ý                  | 2024      | 14   | 4   |
| Ý                  | 2025      | 2    | 0   |
| Tổng cộng          | Tổng cộng | 20   | 6   |

Tỷ số và kết quả liệt kê bàn thắng của Ý được để trước, cột tỷ số cho biết tỷ số sau mỗi bàn thắng của Retegui.
| # | Ngày                 | Địa điểm                                       | Trận | Đối thủ   | Bàn thắng | Kết quả | Giải đấu                    |
| - | -------------------- | ---------------------------------------------- | ---- | --------- | --------- | ------- | --------------------------- |
| 1 | 23 tháng 3 năm 2023  | Sân vận động Diego Armando Maradona, Napoli, Ý | 1    | Anh       | 1–2       | 1–2     | Vòng loại UEFA Euro 2024    |
| 2 | 26 tháng 3 năm 2023  | Sân vận động Quốc gia Ta' Qali, Attard, Malta  | 2    | Malta     | 1–0       | 2–0     | Vòng loại UEFA Euro 2024    |
| 3 | 21 tháng 3 năm 2024  | Sân vận động DRV PNK, Fort Lauderdale, Hoa Kỳ  | 5    | Venezuela | 1–0       | 2–1     | Giao hữu                    |
| 4 | 21 tháng 3 năm 2024  | Sân vận động DRV PNK, Fort Lauderdale, Hoa Kỳ  | 5    | Venezuela | 2–1       | 2–1     | Giao hữu                    |
| 5 | 10 tháng 10 năm 2024 | Sân vận động Olimpico, Roma, Ý                 | 15   | Bỉ        | 2–0       | 2–2     | UEFA Nations League 2024–25 |
| 6 | 14 tháng 10 năm 2024 | Sân vận động Friuli, Udine, Ý                  | 16   | Israel    | 1–0       | 4–1     | UEFA Nations League 2024–25 |

## Danh hiệu

### Cá nhân
- Vua phá lưới Giải bóng đá vô địch quốc gia Argentina: Giải bóng đá vô địch quốc gia Argentina 2022 (19 bàn thắng)